# 大西洋城 (電影)
是法國導演路易·馬盧所執導的一部電影，由畢·蘭卡斯特與蘇珊·莎蘭登所主演。

## 演員
- 畢·蘭卡斯特 飾 Lou Pascal
- 蘇珊·莎蘭登 飾 Sally Matthews
- Kate Reid（英语：Kate Reid） 飾 Grace Pinza
- Robert Joy（英语：Robert Joy） 飾 Dave Matthews
- Hollis McLaren（英语：Hollis McLaren） 飾 Chrissie
- Michel Piccoli（英语：Michel Piccoli） 飾 Joseph
- Al Waxman（英语：Al Waxman） 飾 Alfie
- Robert Goulet（英语：Robert Goulet） 飾 他自己

## 獎項
- 威尼斯影展金獅獎
- 入圍5項奧斯卡獎，包括最佳影片獎與最佳導演獎

## 外部連結
- 互联网电影数据库（IMDb）上《大西洋城》的资料（英文）
- 爛番茄上《大西洋城》的資料（英文）
- 豆瓣电影上《大西洋城》的資料 （简体中文）
- Box Office Mojo上《大西洋城》的資料（英文）